# Банфи (Туря)
Конакът Банфи в Туря (на румънски: Conacul Banffy din Turea) е замък в село Туря, окръг Клуж, Румъния, част от списъка на архитектурните паметници на окръг Клуж, създаден от румънското министерство на културата през 2004 г. Построен е през 18 век.